# Midland in Stilfs
Midland in Stilfs ist der Name der Titelgeschichte sowie der Titel einer Sammlung von Erzählungen Thomas Bernhards. Der Sammelband erschien nach Verzögerungen 1971 im Suhrkamp Verlag. Er enthält die Erzählungen Midland in Stilfs, Der Wetterfleck sowie Am Ortler. Nachricht aus Gomagoi. Die Titelgeschichte erschien bereits 1969 in der Zeitschrift Akzente.

## Entstehungsgeschichte
Verleger Siegfried Unseld äußerte sich begeistert zu Bernhards Erzählung in der „Akzente“, woraufhin mit Bernhard im August 1969 das Erscheinen eines Erzählbands mit zwei weiteren Geschichten in der Bibliothek Suhrkamp für Herbst 1970 vereinbart wurde. Ende 1969 standen die Titel der beiden anderen enthaltenen Erzählungen fest, die Mitte 1970 fertiggestellt sein sollten. Bernhard arbeitete im Folgenden auch am Roman Das Kalkwerk.
Bernhard wollte einerseits das Erscheinen des „Kalkwerk“-Romans verschieben und in der Folge auch jenes des danach angesetzten Erzählbands. Der Roman verschob sich unter anderem wegen Bernhards Misstrauen in Bezug auf den Vertrag mit Suhrkamp auf Herbst 1970, der Erzählband dadurch auf 1971. Das Kalkwerk erschien anschließend wie geplant 1970, Bernhard hielt die Manuskripte des Erzählbands für weitere Korrekturen noch bis November zurück, der Band erschien schließlich im März 1971.

## Inhalt

### Midland in Stilfs
Midland in Stilfs besteht aus dem Monolog von einem der drei Bewohner eines abgelegenen Berggutes in Stilfs, welches vom Engländer Midland regelmäßig aufgesucht wird. Dieser schätzt die Höhe, die Ruhe und Abgeschiedenheit des Orts und versucht auch, dies den Bewohnern zu vermitteln. Für jene ist Stilfs indessen eine „Einsamkeitshölle“, in der sie sich kontinuierlich bis zur völligen Erschöpfung verausgaben müssen, um wenigstens „die Wirtschaft“, nicht mehr jedoch die Wohnräume erhalten zu können, letztere verfallen zusehends. Während Midland zwar das Grab seiner Schwester besucht, die vor Jahren in Stilfs tödlich verunglückte, bedeuten ihm weder Schwester noch das Grab irgendetwas. Demgegenüber hegen die Bewohner Stilfs permanent Selbstmordgedanken, welche sie dem Engländer indessen nicht mitteilen. Die Unmöglichkeit, Stilfs zu verlassen, ist nicht nur ihrer behinderten Schwester geschuldet, die dort versorgt werden muss, sondern der vollkommenen Kraftlosigkeit der Bewohner, die am Ende seien und deren Leben keinen Sinn mehr habe.

### Der Wetterfleck
Ein Brief des Erzählers, eines Anwalts namens Enderer, wird wiedergegeben, in diesem wird in monologisierender Form von der Begegnung mit dem Sargwäschehersteller Humer in seiner Kanzlei berichtet. Dieser erzählt, wie er von seinem Sohn und dessen Frau sukzessive vom Erdgeschoss in immer höhere Stockwerke seines Hauses verdrängt wird. Sein Sohn und dessen Frau übernähmen dabei nach und nach den Betrieb zum einen, belegten weiter durch Umstrukturierungen des Betriebs sowie durch mehrere zur Welt kommende Kinder immer mehr Raum im Haus und drohten zu guter Letzt damit, ihn in ein Altenheim zu stecken. Humer käme nun mit Beweisen, die Betrügereien und Fälschungen des Sohnes ihm sowie der Finanzbehörde gegenüber belegen würden.
Die Wiedergabe des Berichts Humers wird ständig unterbrochen von Gedankengängen des Anwalts, der im Wetterfleck Humers den seines Vaters wiedererkennt, den dieser getragen hatte, als er sich vor Jahren in der Sill ertränkte. Er bringt es nicht fertig, Humer auf den seine Gedanken beherrschenden Wetterfleck anzusprechen. Nachdem dieser aufstand und ging, ruft er ihm noch nach, dass er eine Generalvollmacht brauche, Humer verschwindet jedoch. Die Hoffnung des Erzählers auf eine spätere Rückkehr erfüllt sich nicht, wenig später bringt sich Humer durch den Sturz aus dem dritten Stock seines Hauses um. Enderer geht anschließend in das nun vom Sohn geführte Geschäft und bekommt den Wetterfleck des Toten ausgehändigt, den jener tatsächlich vor Jahren angeschwemmt an der Sill gefunden hatte.

### Am Ortler. Nachricht aus Gomagoi
Zwei Brüder steigen vom Ort Gomagoi am Ortler auf zu einer von den Eltern geerbten Sennhütte. Der jüngere Bruder berichtet vom Aufstieg und dem Gespräch der beiden Brüder, die in ihrer Kindheit vom autoritären Vater oft zum Aufstieg zur damals verhassten Hütte gezwungen und bei Zeichen von Schwäche bestraft wurden. Beide haben seitdem in ihren jeweiligen Feldern nach Perfektion gestrebt, der ältere Bruder als Akrobat, der immer kompliziertere Kunststücke einübte, der jüngere als Wissenschaftler mit einer immer weiter perfektionierten Arbeit „über die Luftschichten“. Diese Fortschritte waren Ergebnis einer immer rücksichtsloseren und vollständigen Hingabe an ihre Arbeit, wobei der ältere Bruder aufgrund einer nicht näher beschriebenen Krankheit zuletzt immer stärker eingeschränkt war. Dessen zum Ende der Erzählung wiedergegebene Monolog wird immer bruchstückhafter und monomanisch, bis sie an der inzwischen eingestürzten und vollständig verfallenen Sennhütte ankommen. Nach einer Notübernachtung gelingt ihnen der Abstieg. Anschließend wird der ältere Bruder in eine Anstalt eingeliefert und wird wahrscheinlich nie wieder auftreten.

## Rezeption
Siegfried Unseld bezeichnete das Buch direkt nach seinem Erscheinen als eines seiner Lieblingsstücke aus der Bibliothek Suhrkamp. Renate Langer findet zahlreiche zentrale Bernhard-Motive in den drei Erzählungen wieder und setzt ihrer Analyse die Diagnose Peter Handkes voraus, demnach sei jede Geschichte Bernhards „...eine Schreckensgeschichte, eine Horror-Geschichte, die aber den Schrecken nicht zu etwas Besonderem, etwas literarisch Genießbarem verniedliche, sondern von ihm als etwas Gewöhnlichem, Alltäglichem rede.“ 1986 setzt Eberhard Falcke in einem Verriss der Auslöschung den Midland als Midland im Stilfs als bessere Version des Erzählers Murnau aus der Auslöschung gegenüber.

## Trivia
Den negativen Schilderungen der Gegenden, in denen Bernhards Erzählungen spielen, steht das überaus positive persönliche Urteil Bernhards gegenüber, der aus gesundheitlichen Gründen einige Zeit in der Hochalpenregion um das Stilfser Joch verbrachte und die Zeit dort als die „glücklichste seines Lebens“ bezeichnete. Insbesondere in der Erzählung Am Ortler werden Topografie, Orts- und Regionsnamen bis hin zu den Gasthäusern korrekt und wirklichkeitsgetreu wiedergegeben.

## Ausgaben
- Thomas Bernhard, Midland in Stilfs. Bibliothek Suhrkamp 1971, ISBN 978-3-518-01272-7
- Thomas Bernhard, Midland in Stilfs. Bibliothek Suhrkamp 2016, ISBN 978-3-518-24020-5